# Scytophorus
Scytophorus is een geslacht van zeeanemonen uit de klasse van de Anthozoa (bloemdieren).

## Soorten
- Scytophorus antarcticus (Pfeffer, 1889)
- Scytophorus striatus Hertwig, 1882